# 七聖召喚
《七聖召喚》是由米哈遊開發的一款內置於《原神》的交換卡片遊戲，在2022年12月7日於《原神》3.3版本「六入盡明，諸相皆無」中更新的免費遊戲。遊戲實體卡牌由闪魂於2024年11月8日在中國大陸發售。

## 遊戲玩法
《七聖召喚》是虛構世界提瓦特大陸中流行的桌上遊戲，遊戲由須彌的學者研發。為了推廣遊戲，學者委託旅行商人「立本」將卡牌遊戲原型帶到稻妻的出版社八重堂，並委託小說家福本創作名為《召喚王》的輕小說進行宣傳。
遊戲使用回合制對戰，玩家需要自行構建一套由3張角色牌和30張行動牌組成的牌組，通過擊倒對手所有角色牌獲得勝利。每個回合，玩家需要投擲8枚「元素骰」獲得行動點數，行動點數可以用作切換角色牌、使用行動卡牌、使用角色牌攻擊等。《原神》的核心元素反應機制也加入到遊戲中，元素反應能提供額外傷害、限制對手角色行動等效果。玩家在《原神》中會獲得一個道具標記地圖上可以對戰的牌手角色，又或者在蒙德的貓尾酒館邀約牌手對戰。戰勝對手能獲得一定代幣，代幣可以用於解鎖新卡牌和賦予卡牌動畫效果。玩家的卡牌等級到達4後，可以通過網絡與其他玩家對戰。

## 開發及發行
米哈遊對遊戲玩法的定位是「輕鬆隨意」的玩家對抗環境模式，玩家對戰並不會有任何獎勵。所有的卡牌都可以在正常遊戲過程中獲取，沒有付費抽卡。關於遊戲的信息最早在2021年就出現在《原神》中，直到《原神》3.3版本「六入盡明，諸相皆無」才正式上線。《七聖召喚》也是《原神》首個常駐的玩家對戰玩法。
米哈遊計劃之後每個遊戲版本推出新角色卡牌並繼續完善遊戲玩法，在收到玩家反饋之後，開發組將在《原神》3.4版本推出對局記錄功能和改善遊戲控制器的操作體驗。未來也打算增加對局錄影功能，讓玩家可以錄影對局分享到網絡上。《原神》3.4到3.6版本，每個版本除了增加新角色卡牌，開發組也調整了卡牌的平衡性，削弱了部分強勢的卡牌。2023年5月24日上線的3.7版本進行了大幅度更新，除了增加了64張新卡牌，開發組還基於《七聖召喚》設計了版本活動「決鬥！召喚之巔！」。
遊戲實體卡牌由闪魂於2024年11月8日在中國大陸發售。

## 反響及評價
在《七聖召喚》推出之前，在2022年11月中旬就有玩家根據官方公佈資料，在《桌游模拟器》上製作《七聖召喚》遊戲模組。遊戲上線前後，吸引了不少中國大陸交換卡片遊戲愛好者的關注，如前《炉石传说》职业选手「炉石比利君」，《阴阳师：百闻牌》大师赛总冠军的「顺时针」、「水瓶」等都分享遊戲相關內容。遊戲葡萄編輯呆荷马認為同年11月，網易和動視暴雪在中國大陸的合作遊戲業務的中止消息，讓中國大陸《炉石传说》的玩家轉去關注《七聖召喚》，造成中文社區這股關注的熱潮。他也報導遊戲推出讓不少玩家在《原神》遊玩時間變長，云游戏版本《云原神》一改過去不用登入排隊的情況，還出現凌晨上千人排隊登入的情況。在中文社區之外，遊戲推出首日也登上日本Twitter趨勢，英文玩家社區在遊戲上線後，自發組織瑞士制非官方卡牌錦標賽。遊戲實體卡牌發售首日，闪魂天貓旗艦店預卡組包銷量有五千份，首週銷量預卡組包一萬份，補充包九千份
《七聖召喚》推出後獲得不少評論家的正面評價，不少評論員將遊戲與《炉石传说》和《昆特牌》作對比，並認為《七聖召喚》能擴大《原神》的受眾。編輯果脯在遊戲葡萄發文提到《七聖召喚》能讓《原神》的二次創作內容更為豐富，相比《原神》其他玩法，「七圣召唤有着更多的随机性，不仅更容易获得直播效果，也更容易和观众展开互动」。呆荷马也指出《七聖召喚》的流行，有助於更多玩家了解《原神》的設定。評論員也提到《七聖召喚》有助改善《原神》的後期體驗，Siliconera評論家直言《七聖召喚》讓她重燃接觸《原神》初期的興奮感。遊民星空編輯超级无敌的栗子表示《七聖召喚》是為了保持玩家對《原神》新鮮感的嘗試，解決長期營運遊戲會出現的倦怠感。遊戲葡萄編輯也指出《七聖召喚》能「补足游戏长线体验的短板」和「强化玩家之间的关系」。
遊戲設計方面，遊俠網編輯三明稱讚《七聖召喚》的推出方式處理得當，遊戲在早期的版本已經埋下伏筆，「有了足够的铺垫」。浔阳在GameRes游资网摘文讚揚遊戲「完美地融入了原神的世界之中」，玩家在《原神》中尋找打牌對手的過程也「强化了玩家与角色之间的拟社会关系」。
評論員對遊戲玩法有不同的看法。稱讚遊戲的平衡性設計，所有玩家使用同一個卡庫，也能確保遊戲的公平性。17173網震惊游戏欄目評論員给你吃饼干表示遊戲結合了《原神》的元素反應機制，「可以说趣味性和益智性非常高」。Kotaku的編輯姜思琪也稱遊戲讓他沉迷其中，並期待米哈遊日後推出更多卡牌。游研社编辑嘤肉卫星认为游戏“易于上手，难于精通”，即游戏的卡牌效果和规则易于理解，但玩家在每回合中有很多选择，增加了找到最优解的难度。他还指出游戏中无玩家對戰相关奖励的设计淡化了胜负的重要性，可让玩家尽情尝试更多的牌组。果脯則評價玩法設計「比较青涩」，有很大進步空間。超级无敌的栗子也指出遊戲與其他成熟的卡牌遊戲相比還有一段距離。DoNews評論員游城十代批評遊戲欠缺平衡性，缺乏反制元素反應的機制和卡牌，容易產生固定的強勢卡組，失去多樣化。
此外，很多評論員都有批評遊玩門檻問題，評論員安德魯·迪盧洛（Andrew Dilullo）在CBR摘文指出遊戲最大的問題就是遊玩門檻，新玩家一般要在《原神》花費數周的時間才能玩到《七聖召喚》，同時他也質疑為何米哈遊不將《七聖召喚》做成一個完全獨立的遊戲。游城十代則推測米哈遊會在收集足夠反饋後將《七聖召喚》獨立出《原神》。觸樂評論員杨轩指出遊戲難度高，導致熱衷打牌的玩家寥寥。儘管米哈遊積極組織相關比賽，比賽獎金也是同類賽事最高一檔，也無法扭轉這個情況。他還提到實體卡牌是「线下怀旧版」，無法沒有根據線上新版本更新平衡性和卡牌插畫。闪魂也沒組織同規模的線下賽事，無法吸引玩家在線下打牌。

## 電子競技
2023年5月，米哈遊宣佈啟動《原神》全民賽事，正式開始以官方的名義舉辦《七聖召喚》電子競技比賽。在此之前，米哈遊在2023年4月已經在日本試水舉辦了「春之七圣召唤大会」，民間也有自發舉辦了一些小規模比賽。在中國大陸，《七聖召喚》比賽分為「全民积分赛」、「主播资格赛」和「影幻外卡赛」三種不同賽道，各個比賽都有一定獎池，晉級的選手則通過「影幻杯最終入圍賽」的選拔有機會參與中國大陸最高規模比賽——「影幻杯」《七聖召喚》公開賽。首屆「影幻杯」比賽於2023年9月17日–24日在上海舉行，总奖金达120萬元人民幣，冠軍則可獲得30萬元人民幣獎金。在中國大陸以外，米哈遊則以「星辰嘉年華」品牌在全球各地開展《七聖召喚》比賽。首場國際邀請賽「小王子杯」在2023年下半年進行，賽事分為6場「小王子杯」地區性賽事（分別為歐洲賽區、北美賽區、拉美賽區、日本賽區、韓國賽區、東南亞及臺港澳賽區）以及3場「小王子杯邀請賽」，選手從各區域對應的積分賽和資格賽中決出。其中，東南亞及台港澳賽區參賽選手從「貓尾聚會S3」及「外卡賽」中決出，最終決賽在馬來西亞吉隆坡雙威金字塔舉行，冠軍可獲獎金16,000美元。

### 影幻杯
| 賽季 | 舉辦時間           | 舉辦地點 | 冠軍     | 亞軍     | 4強              | 8強                            | 16強                                                               | 参考   |
| ---- | ------------------ | -------- | -------- | -------- | ---------------- | ------------------------------ | ------------------------------------------------------------------ | ------ |
| 2023 | 2023年9月17日–24日 | 上海     | 卡密sama | 明暗螺旋 | 曲误周郎、岚落尘 | 音尘、小王、洛甄黎、LL起翼夜鹰 | 豆沙包、古明地觉、陈十一、子祺粨特、飘逸之风、皮皮猪、本吃包、Star | [ 27 ] |

### 七聖召喚亞洲邀請賽
2023年12月8日，米哈遊宣佈舉辦「七聖召喚亞洲邀請賽」，邀請中國大陸「影幻杯」4名選手與「小王子杯」日本、韓國、東南亞及台港澳賽區各4名選手，比賽於2024年1月11日–21日在上海舉行，總獎金達50萬元人民幣，冠軍則可獲得25萬元人民幣獎金。
| 冠軍         | 亞軍    | 季軍    | 6強                        | 8強               | 16強                                                          | 参考                 |
| ------------ | ------- | ------- | -------------------------- | ----------------- | ------------------------------------------------------------- | -------------------- |
| LLRiseFalcon | Voicend | uipkong | zCrimlet、PPpig、chikuwa.p | Stranger、Inzhagi | Star、Kirisa、Banapp、maetel9、aamanbo、Mango、GoldOlive、Ark | [ 30 ] [ 31 ] [ 32 ] |

## 外部連結
- 官方网站：中國大陸、國際服